# Tokyo Game Show
La Tokyo Game Show (東京ゲームショウ Tōkyō Gēmu Shō?), conocida comúnmente como TGS, es una feria de muestras/convención de videojuegos que se celebra anualmente en el mes de septiembre en el Makuhari Messe en Chiba, Japón. La presenta la Computer Entertainment Supplier's Association (CESA) y Nikkei Business Publications, Inc. Se centra fundamentalmente en los juegos japoneses, pero algunos desarrolladores internacionales de videojuegos lo utilizan para mostrar sus próximos lanzamientos y el hardware relacionado. Al igual que en la Gamescom de Alemania, la Tokio Game Show permite la asistencia al público en general durante los dos últimos días.
La primera Tokyo Game Show se llevó a cabo en 1980. De 1980 a 2002, la convención se llevaba a cabo dos veces al año: una en primavera y otra en otoño (en el Tokyo Big Sight). Desde 2002, la convención se celebra solo una vez al año, en otoño. En 2011 la muestra acogió a más de 200.000 asistentes, en 2012 223.753 y en 2013 alcanzaron la mayor cifra de asistencia, con 270.197 visitantes.

## Historia
El primer Tokyo Game Show se celebró en 1980.
De 1980 a 2002, el espectáculo se llevó a cabo dos veces al año: una en primavera y otra en otoño (en el Tokyo Big Sight).
Desde 2002, la feria se celebra una vez al año. Atrae a más visitantes cada año. La feria de 2011 contó con más de 200.000 asistentes y la feria de 2012 contó con 223.753. El TGS más activo fue en 2016 con la asistencia de 271,224 personas y 614 empresas tuvieron exhibiciones. El evento se lleva a cabo anualmente desde 1996 y nunca fue cancelado. El vigésimo aniversario de TGS se celebró en 2016. 
El récord de 2016 fue superado por la asistencia de 298,690 personas en 2018.